# Ben Keating
Ben Keating, né le 18 août 1971 à Tomball (Texas), est un homme d'affaires et un pilote automobile américain.

## Carrière

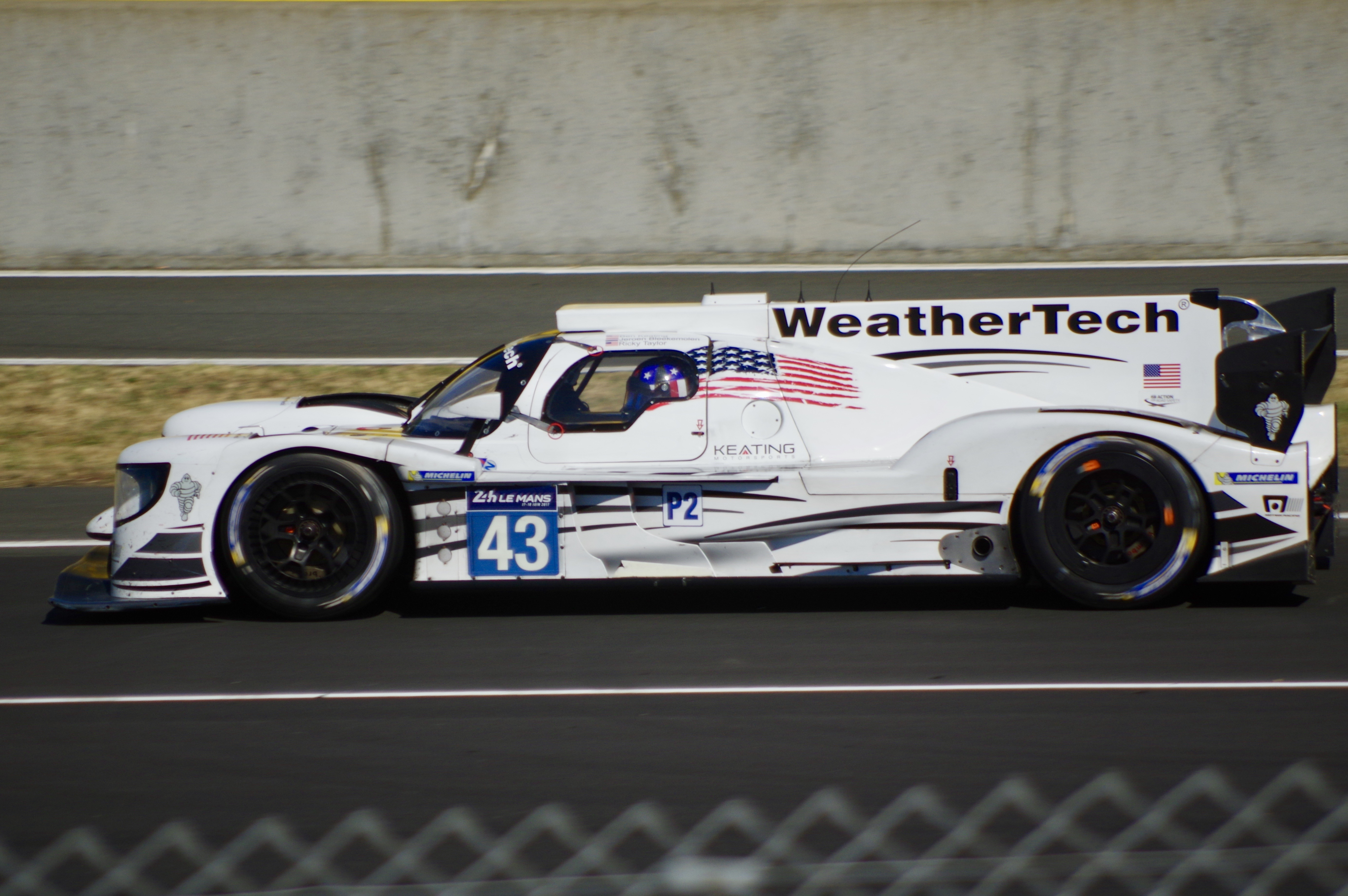
Riley Mk. 30 du Keating Motorsports aux 24 Heures du Mans 2017

Pour 2017, le Keating Motorsports est retenu par l'IMSA à la suite de la saison d'United SportsCar Championship afin de participer aux 24 Heures du Mans. Bien que participant au United SportsCar Championship dans la catégorie GTD, Ben Keating a roulé dans la Sarthe avec une Riley Mk. 30, dans la catégorie LMP2, avec comme copilote Ricky Taylor et Jeroen Bleekemolen. La voiture, en retrait par rapport aux Oreca 07, Ligier JS P217 et Dallara P217, se qualifia en avant dernière position de la catégorie et terminera l'épreuve à une modeste 47e position.
En 2018, en tant que vainqueur du trophée Bob Akin 2017, Ben Keating a gagné une invitation automatique pour les 24 Heures du Mans dans la catégorie LMGTE Am. Pour cela, il va s'associer avec le Risi Competizione afin d'y faire concourir une Ferrari 488 GTE avec comme copilotes Jeroen Bleekemolen et Luca Stolz (de). Après une bonne journée de test où l'équipage était à moins de 2 secondes du meilleur temps de la catégorie LMGTE Am, les qualifications se sont moins déroulée et ils débutèrent les 24 Heures du Mans en 58e position. La course s'est bien déroulée et Ben Keating réalisa sa meilleure performance a ce jour pour la classique mancelle, une troisième place de la catégorie LMGTE Am, à un tour du vainqueur.
En 2019, en tant que vainqueur du trophée Bob Akin 2018, Ben Keating a de nouveau gagné une invitation automatique pour les 24 Heures du Mans dans la catégorie LMGTE Am. Après avoir essayé sans succès de faire rouler une Ford GT pour l'édition 2018 des 24 Heures du Mans, il a réussi cette fois ci de convaincre les dirigeants de Ford de lui confier une Ford GT qui opérera ainsi dans une structure privée. Il fera équipe avec Jeroen Bleekemolen et Felipe Fraga. Les premiers essais avec la voiture, dans ses couleurs originales, se sont déroulés au Sebring International Raceway avec comme support le Chip Ganassi Racing. Riley Motorsports prendra ensuite le relai,. Comme pour le championnat United SportsCar Championship, l'entreprise de lubrifiant automobile Wynn's supporte cette initiative. La voiture arborera une livrée bien connu mise en valeur durant les années 80 par une Porsche 962,.

## Palmarès

### Résultats aux 24 Heures du Mans

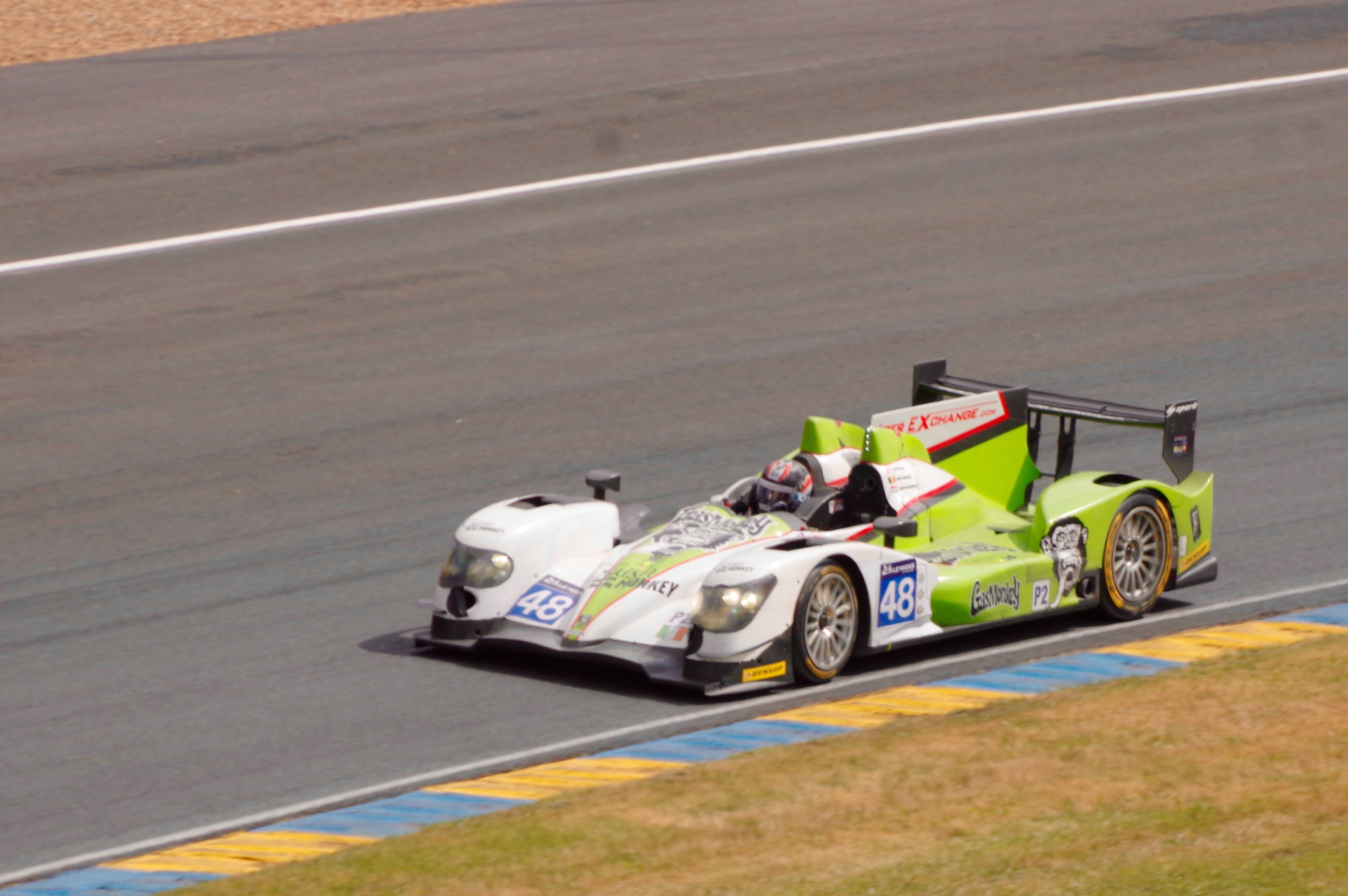
L'Oreca 03R n°48 de l'écurie Murphy Prototypes aux 24 Heures du Mans 2016

| Année | Equipe                    | Coéquipiers                        | Voiture              | Classe   | Tours | Pos. | Class Pos. |
| ----- | ------------------------- | ---------------------------------- | -------------------- | -------- | ----- | ---- | ---------- |
| 2015  | Riley Motorsports-TI Auto | Jeroen Bleekemolen Marc Miller     | Dodge Viper GTS-R    | LMGTE Am | 304   | Abd. | Abd.       |
| 2016  | Murphy Prototypes         | Marc Goossens Jeroen Bleekemolen   | Oreca 03R            | LMP2     | 323   | 34e  | 15e        |
| 2017  | Keating Motorsports       | Ricky Taylor Jeroen Bleekemolen    | Riley Mk. 30         | LMP2     | 312   | 47e  | 20e        |
| 2018  | Keating Motorsports       | Jeroen Bleekemolen Luca Stolz (de) | Ferrari 488 GTE      | LMGTE Am | 312   | 28e  | 3e         |
| 2019  | Keating Motorsports       | Jeroen Bleekemolen Felipe Fraga    | Ford GT GTE Ecoboost | LMGTE Am | 342   | Dsq. | Dsq.       |

### Championnat WeatherTech SportsCar
| Année | Ecurie                              | Châssis           | Moteur                     | Classe | 1      | 2      | 3      | 4      | 5      | 6      | 7     | 8      | 9      | 10     | 11     | 12    | Position | Points |
| ----- | ----------------------------------- | ----------------- | -------------------------- | ------ | ------ | ------ | ------ | ------ | ------ | ------ | ----- | ------ | ------ | ------ | ------ | ----- | -------- | ------ |
| 2014  | Riley Motorsports                   | Dodge Viper GT3-R | Viper 8,4 l V10 Atmo       | GTD    | DAY 19 | SEB 24 | LGA 16 | BEL 10 | WGL 17 | MOS 1  | IMS 3 | ELK 4  | VIR 13 | AUS 1  | ATL 17 |       | 14e      | 235    |
| 2015  | Riley Motorsports                   | Dodge Viper GT3-R | Viper 8,4 l V10 Atmo       | GTD    | DAY 9  | SEB 9  | LGA 11 | BEL 10 | WGL 6  | LIM 2  | ELK 1 | VIR 7  | AUS 1  | ATL 12 |        |       | 6e       | 265    |
| 2016  | Riley Motorsports                   | Dodge Viper GT3-R | Viper 8,4 l V10 Atmo       | GTD    | DAY 9  | SEB 12 | LGA 6  | BEL 1  | WGL 4  | MOS 11 | LIM 3 | ELK 1  | VIR 6  | AUS 13 | ATL 1  |       | 2e       | 303    |
| 2017  | Mercedes-AMG Team Riley Motorsports | Mercedes-AMG GT3  | Mercedes-AMG M159 6,2 l V8 | GTD    | DAY 3  | SEB 1  | LBH 2  | AUS 1  | BEL 14 | WGL 10 | MOS 7 | LIM 15 | ELK 4  | VIR    | LGA 8  | ATL 4 | 5e       | 290    |
| 2018  | Mercedes-AMG Team Riley Motorsports | Mercedes-AMG GT3  | Mercedes-AMG M159 6,2 l V8 | GTD    | DAY 4  | SEB 3  | MOH 9  | BEL 4  | WGL 5  | MOS 1  | LIM 6 | ELK 5  | VIR 5  | LGA 3  | ATL 8  |       | 3e       | 299    |
| 2019  | Mercedes-AMG Team Riley Motorsports | Mercedes-AMG GT3  | Mercedes-AMG M159 6,2 l V8 | GTD    | DAY 6  | SEB 5  |        |        |        |        |       |        |        |        |        |       | 5e*      | 51*    |

N.B. * Saison en cours. Les courses en " gras  'indiquent une pole position, les courses en "italique" indiquent le meilleur tour de course.